# Erfordernis (Human-Centered Design)
Erfordernisse (englisch User Needs) beschreiben beim Human-Centered Design die Bedürfnisse, die ein Nutzer (oder eine Nutzergruppe oder andere Stakeholder) an Produkt hat und die dieses Produkt erfüllen muss, damit der Nutzer das für ihn richtige Ergebnis erhält. Nach ISO 9241-201 beinhaltet dies den Aspekt, was ein Nutzer erreichen will und nicht, wie er etwas erreicht. Somit sind Erfordernisse technologieunabhängig zu formulieren. Der Begriff stammt ursprünglich aus der Qualitätssicherung und bezeichnet eine notwendige Voraussetzung, die es ermöglicht, den Zweck in einem Kontext effizient zu erfüllen. Erfordernisse können auch für andere Stakeholder als ein Nutzer oder eine Nutzergruppe erstellt werden.
Auch im Design Thinking werden in der Phase der Problemdefinition (Define) aufgrund von Forschungserkenntnissen in der gleichen Art Erfordernisse abgleitet, jedoch als User Need Statement, Problem Statement oder Point-of-View-Statement bezeichnet.

## Ableitung von Erfordernissen
Erfordernisse werden aufgrund einer vorausgehenden Analyse des Nutzungskontextes und nicht aufgrund von Annahmen erstellt werden. Eine Analyse des Nutzungskontextes kann z. B. mit einem Kontextinterview (Contextual Inquiry), Nutzerinterviews, Beobachtungen, Tagebuchstudien oder auch qualitativen Umfragen durchgeführt werden.
Aufgrund der Erkenntnisse aus dieser Analyse können die Erfordernisse beschrieben werden. Diese beinhalten immer folgende Elemente enthalten:
- eine Rollenbezeichnung des Nutzers
- die Aktivität
- das Ziel

Die ausformulierten Erfordernisse haben üblicherweise folgende Formate:
- Der [Rollenbezeichnung des Nutzers] muss/will/erwartet [Aktivität], um [Ziel].[8]

- Als [Rollenbezeichnung des Nutzers] muss/will/erwarte ich [Aktivität], um [Ziel].[1]

Die Rollenbezeichnung sollte einer bestimmten Persona oder einem realen Endbenutzersegment entsprechen. Die Aktivität sollte zudem einem realen Nutzerbedürfnis entsprechen und keine Funktionen, Schnittstellenkomponenten und spezifischen Technologien enthalten. Das Ziel beinhaltet das Ergebnis der Erfüllung dieser Aktivität.
Beispiele für ausformulierte Erfordernisse:
- Der [Fotograf] muss [in der Lage sein, spezifische Fotos zusammenzustellen], um [hieraus ein Fotoalbum erstellen zu können].[3]

- Der [Patient] muss [vor Ankunft in der Arztpraxis wissen, wann der vereinbarte Behandlungstermin tatsächlich beginnt], um [die verbleibende Zeit sinnvoll nutzen zu können].[9]

- [Entwickler] benötigen [eine Möglichkeit, minimale Entwürfe sinnvoll zu gestalten], damit [sie schneller Prototypen erstellen können].[10]

- Als [britischer Staatsangehöriger] muss ich [bei der Grenzkontrolle einen Nachweis über meine Identität und meine Visaerlaubnis vorlegen], damit ich [ins Ausland reisen kann].[1]

Es ist manchmal besser, für etwas kein Erfordernis aufzuschreiben, als eines, das fragwürdig scheint. Ein korrektes Erfordernis erkennt man daran, dass es einleuchtend, selbstverständlich und zweifelsfrei erscheint.
Viele Erfordernisse zeichnen sich aufgrund der Komplexität des Produkts erst im Laufe der Entwicklung ab, nachdem einerseits die Entwickler ein besseres Verständnis der Nutzendengruppe haben und andererseits es den Nutzenden z. B. bei einem Test eines frühen Prototyps leichter fällt, ihre Bedürfnisse als Reaktion auf ein mögliches Design zu formulieren.

## Arten von Erfordernissen
Erfordernisse können in informatorische Erfordernisse, Ressourcenerfordernisse und Kompetenzerfordernisse unterteilt werden.
Bei einem informatorischen Erfordernis muss der Nutzer etwas wissen, um seine Aufgabe an oder mit dem Produkt ausführen zu können. Bei einem Ressourcenerfordernis muss er etwas zur Verfügung haben und beim Kompetenzerfordernis etwas tun können, um seine Aufgabe ausführen zu können.

## Qualitätskriterien von Erfordernissen
Die Erfordernisse müssen bestimmte Qualitätskriterien erfüllen:
- Sie müssen immer aus dem Nutzungskontext abgeleitet sein.
- Sie sind in der Regel für alle Nutzer einer Nutzergruppe anwendbar.
- Sie sind in der Regel unumstritten.
- Sie beinhalten immer eine Aktivität (etwas tun, etwas zur Verfügung bekommen oder etwas in Erfahrung zu bringen) und ein Ziel dieser Aktivität.
- Das Produkt wird in den Erfordernissen nicht erwähnt.

## Ziel der Ableitung von Erfordernissen
Ziel der Ableitung von Erfordernissen ist die Erstellung von Nutzungsanforderungen, also einer Liste von Anforderungen, die ein Produkt oder eine Dienstleistung leisten muss, um die Erfordernisse der Benutzer zu erfüllen.
Die Entwicklung von Produkten oder Dienstleistungen unter Berücksichtigung von Erfordernissen verbessert deren Nutzung, Qualität und Effizienz und erhöht die Wahrscheinlichkeit, dass diese von ihren Nutzenden akzeptiert werden.